# Teobald Belec
Teobald Belec, slovenski geodet, * 9. junij 1930, Maribor, † 2. september 1997, Ljubljana.

## Življenje in delo
Diplomiral je 1958 na ljubljanski Fakulteti za gradbeništvo in geodezijo. Po končanem študiju se je zaposlil na Geodetskem zavodu v Ljubljani, se specializiral za prostorsko in urbanistično planiranje in postal 1967 direktor zavoda. Pod njegovim vodstvom se je zavod uveljavil z lastno aerosnemalno službo in letali, raziskovalnim inštitutom, projektanskim oddelkom za nizke gradnje, računalniškim centrom, uspešnih delih pri komasacijah in deli po Evropi, Afriki in Aziji. Leta 1978 je postal predavatelj za organizacijo geodetskih del na Fakulteti za gradbeništvo in geodeziji v Ljubljani. 